# Gavalohori
Gavalohori (Grieks: Γαβαλοχώρι) is een klein Grieks dorp op Kreta in de fusiegemeente Apokoronas, die tot de deelgemeente (dimotiki enotita) Vamos behoort. Het heeft ongeveer 350 inwoners.
Gavalohori is genoemd naar de Byzantijnse familie Gavalodon die er rond het jaar 1200 gewoond heeft. 
In het dorp bevindt zich een museum met een collectie archeologische vondsten en folkloristische zaken evenals door de dorpelingen verzamelde herinneringen aan de Tweede Wereldoorlog, zoals wapens en foto's uit die tijd. Ook is er een klein oorlogskerkhof en in het centrum staat een monument ter nagedachtenis aan de Tweede Wereldoorlog.
Sommige van de huizen in het dorp stammen uit de tijd van de Byzantijnse, Venetiaanse en Turkse overheersing.